# Округ Орегон (Мисури)
Округ Орегон (енгл. Oregon County) је округ у америчкој савезној држави Мисури.

## Демографија
По попису из 2010. године број становника је 10.881, што је 537 (5,2%) становника више него 2000. године.
| Група             | 2000.         | 2010.          |
| Белци             | 9.696 (93,7%) | 10.407 (95,6%) |
| Афроамериканци    | 10 (0,1%)     | 15 (0,1%)      |
| Азијати           | 14 (0,1%)     | 32 (0,3%)      |
| Хиспаноамериканци | 113 (1,1%)    | 131 (1,2%)     |
| Укупно            | 10.344        | 10.881         |